# Hybroma pegaea
Hybroma pegaea är en fjärilsart som beskrevs av Edward Meyrick 1919. Hybroma pegaea ingår i släktet Hybroma och familjen äkta malar.
Artens utbredningsområde är Guyana. Inga underarter finns listade i Catalogue of Life.